# Sierra de Javalambre
Sierra de Javalambre este o arie protejată (arie specială de conservare — SAC, sit de importanță comunitară — SCI) din Spania întinsă pe o suprafață de 11.569 ha, integral pe uscat.

## Localizare
Centrul sitului Sierra de Javalambre este situat la coordonatele 40°05′32″N 0°59′11″W / 40.0923°N 0.98632°V.

## Înființare
Situl Sierra de Javalambre a fost declarat sit de importanță comunitară în aprilie 1999 pentru a proteja 1 specie de plante și 2 specii de animale. Situl a fost protejat și ca arie specială de conservare în februarie 2021.

## Biodiversitate
Situată în ecoregiunea mediteraneană, aria protejată conține 9 habitate naturale: Pajiști alpine și subalpine calcaroase, Păduri de pin (sub-) mediteraneene cu pini negri endemici, Fânețe de joasă altitudine (Alopecurus pratensis, Sanguisorba officinalis), Lande oro-mediteraneene cu formațiuni endemice de grozamă, Grohotișuri termofile și vest-mediteraneene, Pante stâncoase calcaroase cu vegetație casmofită, Păduri de Quercus ilex și Quercus rotundifolia, Pajiști alpine și boreale, Păduri endemice cu Juniperus spp..
La baza desemnării sitului se află mai multe specii protejate:
- plante (1): Sideritis javalambrensis
- nevertebrate (2): fluturele auriu (Euphydryas aurinia), Graellsia isabellae

Pe lângă speciile protejate, pe teritoriul sitului au mai fost identificate 19 specii de plante, 23 de specii de păsări, 4 specii de amfibieni, 4 specii de mamifere, 2 specii de nevertebrate, 3 specii de reptile.